# NGC 491A
NGC 491A is een balkspiraalstelsel in het sterrenbeeld Beeldhouwer. Het hemelobject ligt ongeveer 148 miljoen lichtjaar van de Aarde verwijderd. Het bevindt zich in de buurt van het verder weg gelegen sterrenstelsel NGC 491.

## Synoniemen
- PGC 4799
- MCG -06-04-008
- ESO 352-46
- SGC 011746-3409.8
- AM 0117-340